# Hildegardia ankaranensis
Hildegardia ankaranensis är en malvaväxtart som först beskrevs av Arenes, och fick sitt nu gällande namn av André Joseph Guillaume Henri Kostermans. Hildegardia ankaranensis ingår i släktet Hildegardia och familjen malvaväxter. Inga underarter finns listade i Catalogue of Life.